# Accidente del Bombardier Challenger 605 de Tarco Aircraft Funding LLC
El accidente del Bombardier Challenger 605 de Tarco Aircraft Funding LLC fue un accidente aéreo ocurrido el lunes 26 de julio de 2021 cuando un avión tipo Bombardier Challenger 600 operado por la aerolínea privada Tarco Aircraft Funding LLC, se estrelló al prepararse para una aproximación visual en Truckee, California. Los dos tripulantes y los cuatro pasajeros murieron.

## Aeronave
Exactamente, la aeronave era un Bombardier CL-600-2B16 Challenger 605 construido en 2007. Su primer vuelo fue en 2008, propulsado con dos motores General Electric CF34 y con número de serie 5715.

## Sucesos
El avión despegó a las 11:45 (hora local) del aeropuerto de Coeur D'Alene, perteneciente al condado de Kootenai en el estado de Idaho. El vuelo se dirigía hacia el aeropuerto de Van Nuys, en los Ángeles, con escalas en Truckee, un pequeño pueblo del condado de Nevada en el estado de California y después a Thermal en el condado de Riverside del mismo estado.
Según FlightAware, se iba a demorar aproximadamente una hora con 38 minutos (a las 13:23) para llegar a la primera escala, Truckee. Conforme a los registros, la ruta del vuelo fue normal. Sin embargo, cuando se aproximaba a Truckee de acuerdo con grabaciones de la torre de control en el sitio de internet LiveATC.net, el piloto del avión le dijo a los controladores que necesitaban dar una vuelta a la pista después de intentar aterrizar a las 13:14.
“Esperamos verlos pronto” fue lo que el piloto le dijo a los controladores después de recibir instrucciones para reportar pista a la vista, la cual es una solicitud usual de una aproximación visual o VFR. El piloto reportó pista a la vista dos minutos más tarde. El vuelo recibió  autorización de aterrizar en la pista 11, la cual por procedimiento de abatimiento de ruido, requiere de una vuelta a la pierna “básico” del patrón de aproximación y aterrizaje. Dos minutos más tarde se recibió una llamada de otro avión en el área indicando que había problemas con el avión en las maniobras del aterrizaje.
Fue entonces cuando se perdió la comunicación y la aeronave impactó un terreno densamente arbolado cerca de un campo de golf en Reynolds Way, golpeó líneas eléctricas dejando sin energía a algunas estructuras en el área y posteriormente provocando un incendio forestal.
Después de esto, la Oficina del Sheriff del Condado de Nevada dijo en una conferencia de prensa lo siguiente: "Hoy a las 13.20 recibimos un llamado por un avión que se había caído. El avión fue identificado como Twin Turbo Jet Challenger 605 que se acercaba al aeropuerto de Truckee Tahoe cuando impactó en una zona de bosque. No hubo daños estructurales ni a personas que estuvieran en tierra".
Se dijo que fue una suerte que el avión no golpeara ninguna casa. Un video de una cámara de vigilancia cercana capturó el momento en que el avión cayó. También, según algunos testigos, se escuchó el sonido del avión segundos antes de desplomarse en el campo de golf, y otros dijeron haberlo visto descender con el ala izquierda hacia abajo y con un giro muy brusco antes del impacto. April Bushnell dijo que su padre y esposo se dirigían a casa desde el campo de golf Coyote Moon, cuando vieron el accidente del avión. Bushnell dijo que lo vieron volar muy bajo y dar una vuelta, pero no se dieron cuenta de que bajaba hasta que desapareció entre los árboles. Poco después de eso, vieron "una bola de fuego y humo masivo".
El incendio hizo que las autoridades evacuaran a los vecinos de la zona. Justo un cuartel de bomberos que regresaba de apagar otro incendio, divisó la bola de fuego del accidente y se acercó de inmediato hasta el lugar. Se dice que alrededor de 10 camiones de bomberos llegaron hasta la zona del accidente en los primeros 10 minutos y primero apagaron las llamas antes de acercarse a los restos del fuselaje.

## Víctimas
Un día después del accidente, se reconoció a las víctimas que iban en el avión:

#### Tripulación
- Bret Ebaugh[11]
- Alberto Montero De Collado De La Rosa

#### Pasajeros
- Kevin Kvarnlov
- John Dunn
- Ryan Thomas
- Christine Thomas

Hideaway Properties ha confirmado la muerte de Kvarnlov y los Thomas, mientras que la esposa de Ebaugh reveló la muerte de su esposo a través de Facebook. John Kenneth Dunn, cofundador de Rainier Capital Management también fue víctima del accidente.

## Investigación
La FAA y la Junta Nacional de Seguridad en el Transporte investigarán lo ocurrido, según el comunicado de la FAA. La NTSB estará a cargo de la investigación y proporcionará actualizaciones adicionales.

### Informe final
Luego de dos años de investigación, la NTSB concluyó en su reporte final como causa del desastre lo siguiente:
"La decisión incorrecta del primer oficial de intentar salvar una aproximación no estabilizada ejecutando un giro pronunciado a la izquierda para realinear el avión con la línea central de la pista, y la falta de intervención del capitán después de reconocer la acción errónea del copiloto, mientras que ambos ignoraron las advertencias del sistema de protección de pérdida, lo que resultó en una pérdida e inclinación del ala izquierda y un impacto con el terreno.
Como factor contribuyente al accidente, se destaca el despliegue inadecuado de los spoilers de vuelo por parte del copiloto, lo que redujo el margen de pérdida del avión, la configuración incorrecta del capitán de la aproximación en circuito, la presión autoinducida de la tripulación de vuelo para desempeñarse y la gestión deficiente de los recursos de la tripulación, lo que degradó su toma de decisiones".

#### Accidente similares
- Vuelo 1526 de Execuflight